# Coamila, Hidalgo
Coamila är en ort i Mexiko.   Den ligger i kommunen Huejutla de Reyes och delstaten Hidalgo, i den sydöstra delen av landet, 200 km norr om huvudstaden Mexico City. Coamila ligger 384 meter över havet och antalet invånare är 637.
Terrängen runt Coamila är kuperad. Runt Coamila är det ganska tätbefolkat, med 248 invånare per kvadratkilometer. Närmaste större samhälle är Huejutla de Reyes, 8,8 km öster om Coamila. I omgivningarna runt Coamila växer i huvudsak städsegrön lövskog.